# 율리야 비소츠카야
율리야 비소츠카야(러시아어: Ю́лия Высо́цкая, 1973년 8월 16일 ~ )는 러시아의 배우, 텔레비전 진행자이다. 니카상 여우주연상 2회(2017, 22) 수상자이다.

## 출연 작품
- 파라다이스 (2016)
- 호두까기인형 3D (2009)
- 글로스 (2007)
- 겨울의 사자 헨리 2세 (2003)
- 하우스 오브 풀스 (2002)
- 맥스 (2002)